# العصر الديفوني
الديفوني (باللاتينية: Devonian)، وهو رابع العصور الستة من حقبة الحياة القديمة ودهر البشائر، امتد من 419.62  ± 1.36 إلى 358.86  ± 0.14 مليون سنة مضت، لمدة 60.76 مليون سنة تقريبا. يسبقه السيلوري، ويليه الفحمي.
خلال الديفوني حدث أول تشعب تكيفي بارز للحياة. بدأت النباتات اللازهرية الوعائية في الانتشار عبر الأراضي الجافة، تشكلت الغابات الواسعة التي غطت القارات. وعند منتصف الديفوني، تطورت الأوراق والجذور الحقيقية لعدة مجموعات من النباتات، وبحلول نهاية العصر ظهرت أولى نباتات البتيريديات البذرية الحاملة للبذور. وأصبحت المفصليات الأرضية المختلفة مستقرة.
خلال هذا الوقت وصلت الأسماك إلى تنوع كبير، مما أدى إلى أن يطلق على العصر الديفوني «عصر الأسماك». ظهرت أول أنوا الأسماك شعاعيات الزعانف ولحميات الزعانف والعظمية، بينما بدأت لوحيات الأدمة بالهيمنة على معظم البيئات المائية المعروفة. وبدأت أسلاف جميع الفقاريات رباعيات الأطراف في التكيف على المشي في الأرض، كما بدأت زعانفها الصدرية والحوضية القوية بالتطور تدريجيا إلى ساقين. في المحيطات، أصبحت أسماك القرش البدائية أكثر عددًا مما هي عليه في الأوردوفيشي المتأخر.
ظهرت أولى الأمونيتات، وأنواع الرخويات. ولا زال كل من ثلاثيات الفصوص، وعضديات الأرجل والشعاب المرجانية العظيمة شائعة. وقد كان انقراض الديفوني المتأخر الذي بدأ منذ حوالي 375 مليون سنة تأثير شديد على الحياة البحرية، حيث قتلت جميع لوحيات الأدمة، وجميع ثلاثيات الفصوص. باستثناء عدد قليل من الأنواع تحت رتبة البروتيدات (Proetida).
كانت القارة العظمى غندوانا تهيمن على الجغرافيا القديمة في الجنوب، وكانت قارة سيبيريا في الشمال، وبينهما القارة الصغيرة أورأمريكا التي تشكلت حديثا.

## تاريخ

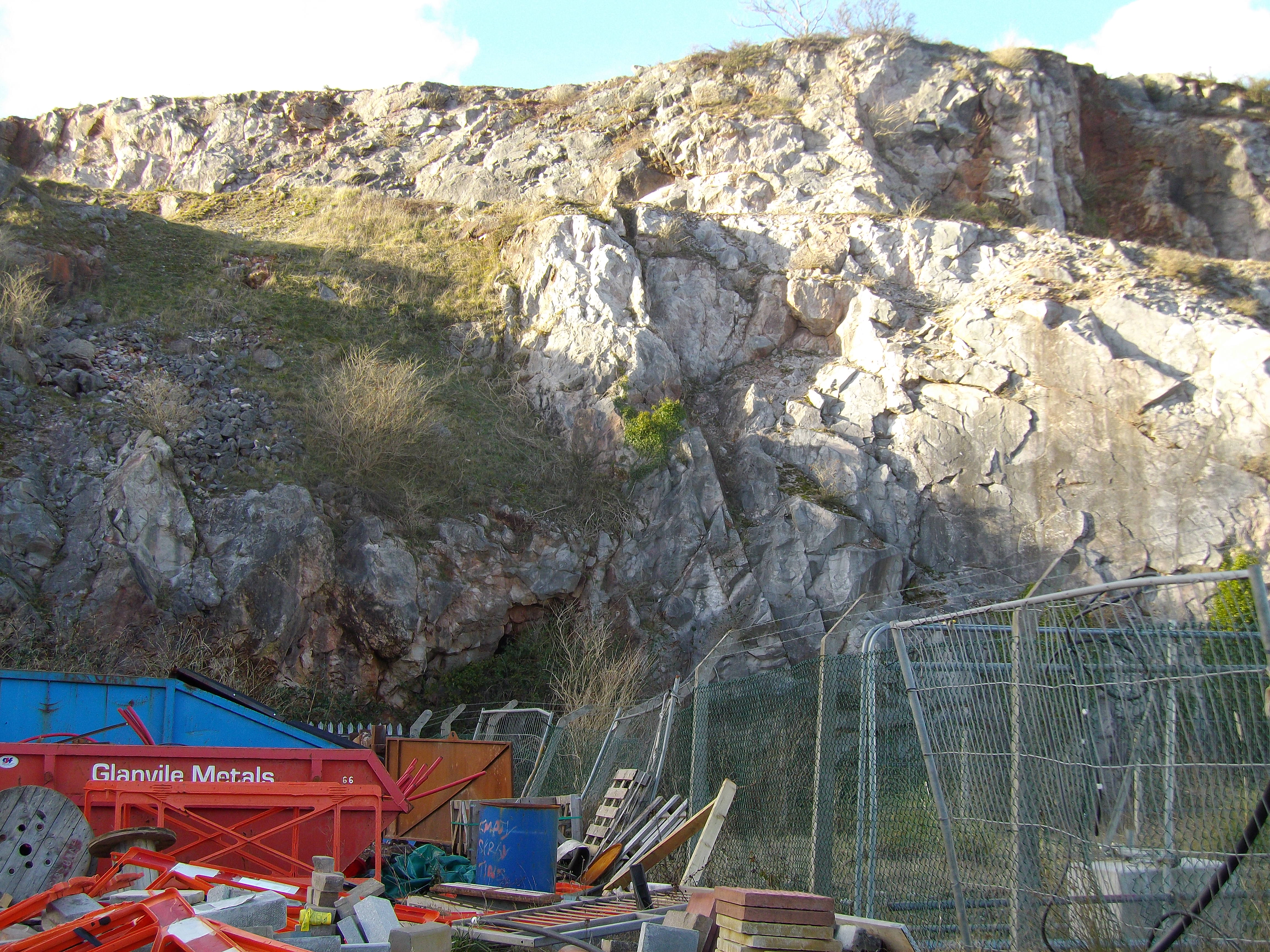
لعبت صخور محجر لوماتون في توركوي في ديفون دورا مبكرا في تحديد العصر الديفوني.

يعود مصطلح الديفوني إلى مقاطعة ديفون جنوب غرب إنجلترا، حيث تم حسم جدل في العقد 1830 حول عمر وتركيبة صخور كانت موجودة في جميع أنحاء المقاطعة، وذلك من خلال تعريف العصر الديفوني في النطاق الزمني الجيولوجي. كانت فترة جدل الديفوني العظيمة طويلة يتخللها حجة قوية وحجة مضادة بين الأنصار الرئيسيين لكل من رودريك مرشيسون وآدم سيدجويك ضد هنري دي لا بيش المدعوم من قبل جورج بيلاس غرينو. حيث فاز مرشيسون وسيدجويك بهذا النقاش وحددا الفترة التي اقترحاها كنظام الديفوني.
تم تحديد الطبقات الصخرية التي تعرف بداية ونهاية العصر الديفوني بشكل جيد، لكن هذه التواريخ غير مؤكدة. وفقًا للجنة الدولية للطبقات فإن الديفوني يمتد من نهاية العصر السيلوري 419.62 مليون سنة مضت، إلى بداية العصر الفحمي 358.86 مليون سنة مضت (في أمريكا الشمالية، بداية عصر الميسيسيبي الفرعي للعصر الكربوني).
في نصوص القرن التاسع عشر تم تسمية الديفوني باسم «العصر الأحمر القديم»، وذلك بسبب الرواسب الأرضية الحمراء والبنية المعروفة في المملكة المتحدة باسم الحجر الرملي الأحمر القديم حيث تم العثور على المكتشفات الأحفورية القديمة. ويوجد مصطلح آخر شائع هو «عصر الأسماك»، وذلك يعود إلى تطور عدة مجموعات رئيسية من الأسماك التي ظهرت خلال هذه الفترة. وقد قسم الأدب القديم على الحوض الأنجلزي الويلزي هذا العصر إلى عدة مراحل مثل الدونتوني، والديتوني، والبيركوني، والفارلوفي، وقد وضعت الثلاثة الأخيرة في الديفوني.
وقد تم وصف الديفوني أيضا بالخطأ باسم «عصر الدفيئة»، وذلك بسبب تحيز العينات: حيث جاءت معظم اكتشافات العصر الديفوني المبكرة من طبقات أوروبا الغربية وشرق أمريكا الشمالية، التي كانت في ذلك الوقت تمتد على خط الاستواء كجزء من القارة العظمى أورأمريكا، حيث تبين المؤشرات الأحفورية للشعاب المرجانية المنتشرة إلى أن المناخات المدارية كانت دافئة ورطبة إلى حد ما، ولكن في الواقع كان المناخ في الديفوني يختلف اختلافًا كبيرًا خلال فتراته وبين المناطق الجغرافية. فمثلا، خلال الديفوني المبكر، كانت الظروف القاحلة سائدة في معظم أنحاء العالم بما في ذلك سيبيريا، وأستراليا، وشمال أمريكا، والصين. لكن كانت أفريقيا وأمريكا الجنوبية لديها مناخ دافئ معتدل. وفي خلال الديفوني المتأخر، كانت على نقيض ذلك، حيث أن الظروف القاحلة كانت أقل انتشارًا في أنحاء العالم، وكان المناخ المعتدل أكثر شيوعًا.[بحاجة لمصدر]

## الأقسام الفرعية
ينقسم الديفوني إلى ثلاثة فترات، المبكر، والأوسط، والحديث. يشار إلى الصخور المقابلة لتلك الفترات بالنسائق مثل السفلي، والأوسط، والعلوي كجزء من نظام الديفوني.
| العصر    | الفترة    | المرحلة    | أهم الأحداث | البداية (م.س.مضت) |
| -------- | --------- | ---------- | --- | ----------------- |
| الفحمي   | المسيسيبي | التورنايسي | أحدث | أحدث              |
| الديفوني | المتأخر   | الفاميني   | - أحداث جيولوجية: تستمر "القارة الحمراء القديمة" أورأمريكا بعد تكون جبال كاليدونيا. بداية تكون الجبال الآكادية المعاكسة لجبال الأطلس في شمال أفريقيا، وجبال الأبالاش في أمريكا الشمالية، وكذلك تكون جبال أنتلير، الفارسيكية، وتوهوا في نيوزيلندا. - أحداث حيوية : بداية ظهور نباتات الحزازيات الذئبية، والسراخس، والنباتات البذرية (السرخسيات البذرية، وعاريات البذور البدائية)، ظهور أشجار (السراخس العتيقة)، ظهور الحشرات المجنحة (قديمة الأجنحة وحديثات الأجنحة). انتشر في البحار والمحيطات عضديات الأرجل مثل الأترايبد [الإنجليزية] والستروفومنيدا [الإنجليزية] والشعاب المرجانية مثل المرجانيات المجعدة والصفائحيات وزنابق البحر. ظهور رأسيات الأرجل الملتفة بالكامل (الأأمونيتات والبحارانيات، مستقلة) مع وفرة المجموعة الأولى (وخاصة الغونياتيت). تراجع أعداد ثلاثيات الفصوص وقوقعيات الأدمة، بينما تكاثرت الأسماك الفكية (لوحيات الأدمة، ولحميات الزعانف، والأسماك العظمية ذات الزعانف الفصية والشعاعية، والقرشيات الشوكية والأسماك الغضروفية البدائية). تحول بعض أسماك الزعانف الفصية إلى أسماك بأرجل وأصابع، ثم تحولت ببطء إلى برمائيات. تموت آخر الارتيوبودا الغير ثلاثية الفصوص. ظهور عشاريات الأرجل (مثل الروبيان) ومتساويات الأقدام. يؤدي الضغط الناتج عن الأسماك الفكية إلى انحدار عريضات الأجنحة وفقدان بعض رأسيات الأرجل لأصدافها بينما تختفي الأنومالوكاريدات. أدت سلسلة من الانقراضات، بما في ذلك انقراضي كيلواسر وهانجنبرج الكبيرين، إلى القضاء على العديد من الاكريتارك، والمرجان، والإسفنج، والرخويات، وثلاثيات الفصوص، وعريضات الأجنحة، والجرابتوليت، وعضديات الأرجل، والزنابقيات (على سبيل المثال جميع الكيسانيات)، والأسماك، بما في ذلك جميع لوحيات الأدمة وقوقعيات الأدمة. | 372.15 ± 0.46     |
| الديفوني | المتأخر   | الفراسني   | - أحداث جيولوجية: تستمر "القارة الحمراء القديمة" أورأمريكا بعد تكون جبال كاليدونيا. بداية تكون الجبال الآكادية المعاكسة لجبال الأطلس في شمال أفريقيا، وجبال الأبالاش في أمريكا الشمالية، وكذلك تكون جبال أنتلير، الفارسيكية، وتوهوا في نيوزيلندا. - أحداث حيوية : بداية ظهور نباتات الحزازيات الذئبية، والسراخس، والنباتات البذرية (السرخسيات البذرية، وعاريات البذور البدائية)، ظهور أشجار (السراخس العتيقة)، ظهور الحشرات المجنحة (قديمة الأجنحة وحديثات الأجنحة). انتشر في البحار والمحيطات عضديات الأرجل مثل الأترايبد [الإنجليزية] والستروفومنيدا [الإنجليزية] والشعاب المرجانية مثل المرجانيات المجعدة والصفائحيات وزنابق البحر. ظهور رأسيات الأرجل الملتفة بالكامل (الأأمونيتات والبحارانيات، مستقلة) مع وفرة المجموعة الأولى (وخاصة الغونياتيت). تراجع أعداد ثلاثيات الفصوص وقوقعيات الأدمة، بينما تكاثرت الأسماك الفكية (لوحيات الأدمة، ولحميات الزعانف، والأسماك العظمية ذات الزعانف الفصية والشعاعية، والقرشيات الشوكية والأسماك الغضروفية البدائية). تحول بعض أسماك الزعانف الفصية إلى أسماك بأرجل وأصابع، ثم تحولت ببطء إلى برمائيات. تموت آخر الارتيوبودا الغير ثلاثية الفصوص. ظهور عشاريات الأرجل (مثل الروبيان) ومتساويات الأقدام. يؤدي الضغط الناتج عن الأسماك الفكية إلى انحدار عريضات الأجنحة وفقدان بعض رأسيات الأرجل لأصدافها بينما تختفي الأنومالوكاريدات. أدت سلسلة من الانقراضات، بما في ذلك انقراضي كيلواسر وهانجنبرج الكبيرين، إلى القضاء على العديد من الاكريتارك، والمرجان، والإسفنج، والرخويات، وثلاثيات الفصوص، وعريضات الأجنحة، والجرابتوليت، وعضديات الأرجل، والزنابقيات (على سبيل المثال جميع الكيسانيات)، والأسماك، بما في ذلك جميع لوحيات الأدمة وقوقعيات الأدمة. | 382.31 ± 1.36     |
| الديفوني | الأوسط    | الغيفتي    | - أحداث جيولوجية: تستمر "القارة الحمراء القديمة" أورأمريكا بعد تكون جبال كاليدونيا. بداية تكون الجبال الآكادية المعاكسة لجبال الأطلس في شمال أفريقيا، وجبال الأبالاش في أمريكا الشمالية، وكذلك تكون جبال أنتلير، الفارسيكية، وتوهوا في نيوزيلندا. - أحداث حيوية : بداية ظهور نباتات الحزازيات الذئبية، والسراخس، والنباتات البذرية (السرخسيات البذرية، وعاريات البذور البدائية)، ظهور أشجار (السراخس العتيقة)، ظهور الحشرات المجنحة (قديمة الأجنحة وحديثات الأجنحة). انتشر في البحار والمحيطات عضديات الأرجل مثل الأترايبد [الإنجليزية] والستروفومنيدا [الإنجليزية] والشعاب المرجانية مثل المرجانيات المجعدة والصفائحيات وزنابق البحر. ظهور رأسيات الأرجل الملتفة بالكامل (الأأمونيتات والبحارانيات، مستقلة) مع وفرة المجموعة الأولى (وخاصة الغونياتيت). تراجع أعداد ثلاثيات الفصوص وقوقعيات الأدمة، بينما تكاثرت الأسماك الفكية (لوحيات الأدمة، ولحميات الزعانف، والأسماك العظمية ذات الزعانف الفصية والشعاعية، والقرشيات الشوكية والأسماك الغضروفية البدائية). تحول بعض أسماك الزعانف الفصية إلى أسماك بأرجل وأصابع، ثم تحولت ببطء إلى برمائيات. تموت آخر الارتيوبودا الغير ثلاثية الفصوص. ظهور عشاريات الأرجل (مثل الروبيان) ومتساويات الأقدام. يؤدي الضغط الناتج عن الأسماك الفكية إلى انحدار عريضات الأجنحة وفقدان بعض رأسيات الأرجل لأصدافها بينما تختفي الأنومالوكاريدات. أدت سلسلة من الانقراضات، بما في ذلك انقراضي كيلواسر وهانجنبرج الكبيرين، إلى القضاء على العديد من الاكريتارك، والمرجان، والإسفنج، والرخويات، وثلاثيات الفصوص، وعريضات الأجنحة، والجرابتوليت، وعضديات الأرجل، والزنابقيات (على سبيل المثال جميع الكيسانيات)، والأسماك، بما في ذلك جميع لوحيات الأدمة وقوقعيات الأدمة. | 387.95 ± 1.04     |
| الديفوني | الأوسط    | الإيفلي    | - أحداث جيولوجية: تستمر "القارة الحمراء القديمة" أورأمريكا بعد تكون جبال كاليدونيا. بداية تكون الجبال الآكادية المعاكسة لجبال الأطلس في شمال أفريقيا، وجبال الأبالاش في أمريكا الشمالية، وكذلك تكون جبال أنتلير، الفارسيكية، وتوهوا في نيوزيلندا. - أحداث حيوية : بداية ظهور نباتات الحزازيات الذئبية، والسراخس، والنباتات البذرية (السرخسيات البذرية، وعاريات البذور البدائية)، ظهور أشجار (السراخس العتيقة)، ظهور الحشرات المجنحة (قديمة الأجنحة وحديثات الأجنحة). انتشر في البحار والمحيطات عضديات الأرجل مثل الأترايبد [الإنجليزية] والستروفومنيدا [الإنجليزية] والشعاب المرجانية مثل المرجانيات المجعدة والصفائحيات وزنابق البحر. ظهور رأسيات الأرجل الملتفة بالكامل (الأأمونيتات والبحارانيات، مستقلة) مع وفرة المجموعة الأولى (وخاصة الغونياتيت). تراجع أعداد ثلاثيات الفصوص وقوقعيات الأدمة، بينما تكاثرت الأسماك الفكية (لوحيات الأدمة، ولحميات الزعانف، والأسماك العظمية ذات الزعانف الفصية والشعاعية، والقرشيات الشوكية والأسماك الغضروفية البدائية). تحول بعض أسماك الزعانف الفصية إلى أسماك بأرجل وأصابع، ثم تحولت ببطء إلى برمائيات. تموت آخر الارتيوبودا الغير ثلاثية الفصوص. ظهور عشاريات الأرجل (مثل الروبيان) ومتساويات الأقدام. يؤدي الضغط الناتج عن الأسماك الفكية إلى انحدار عريضات الأجنحة وفقدان بعض رأسيات الأرجل لأصدافها بينما تختفي الأنومالوكاريدات. أدت سلسلة من الانقراضات، بما في ذلك انقراضي كيلواسر وهانجنبرج الكبيرين، إلى القضاء على العديد من الاكريتارك، والمرجان، والإسفنج، والرخويات، وثلاثيات الفصوص، وعريضات الأجنحة، والجرابتوليت، وعضديات الأرجل، والزنابقيات (على سبيل المثال جميع الكيسانيات)، والأسماك، بما في ذلك جميع لوحيات الأدمة وقوقعيات الأدمة. | 393.47 ± 0.99     |
| الديفوني | المبكر    | الإمسي     | - أحداث جيولوجية: تستمر "القارة الحمراء القديمة" أورأمريكا بعد تكون جبال كاليدونيا. بداية تكون الجبال الآكادية المعاكسة لجبال الأطلس في شمال أفريقيا، وجبال الأبالاش في أمريكا الشمالية، وكذلك تكون جبال أنتلير، الفارسيكية، وتوهوا في نيوزيلندا. - أحداث حيوية : بداية ظهور نباتات الحزازيات الذئبية، والسراخس، والنباتات البذرية (السرخسيات البذرية، وعاريات البذور البدائية)، ظهور أشجار (السراخس العتيقة)، ظهور الحشرات المجنحة (قديمة الأجنحة وحديثات الأجنحة). انتشر في البحار والمحيطات عضديات الأرجل مثل الأترايبد [الإنجليزية] والستروفومنيدا [الإنجليزية] والشعاب المرجانية مثل المرجانيات المجعدة والصفائحيات وزنابق البحر. ظهور رأسيات الأرجل الملتفة بالكامل (الأأمونيتات والبحارانيات، مستقلة) مع وفرة المجموعة الأولى (وخاصة الغونياتيت). تراجع أعداد ثلاثيات الفصوص وقوقعيات الأدمة، بينما تكاثرت الأسماك الفكية (لوحيات الأدمة، ولحميات الزعانف، والأسماك العظمية ذات الزعانف الفصية والشعاعية، والقرشيات الشوكية والأسماك الغضروفية البدائية). تحول بعض أسماك الزعانف الفصية إلى أسماك بأرجل وأصابع، ثم تحولت ببطء إلى برمائيات. تموت آخر الارتيوبودا الغير ثلاثية الفصوص. ظهور عشاريات الأرجل (مثل الروبيان) ومتساويات الأقدام. يؤدي الضغط الناتج عن الأسماك الفكية إلى انحدار عريضات الأجنحة وفقدان بعض رأسيات الأرجل لأصدافها بينما تختفي الأنومالوكاريدات. أدت سلسلة من الانقراضات، بما في ذلك انقراضي كيلواسر وهانجنبرج الكبيرين، إلى القضاء على العديد من الاكريتارك، والمرجان، والإسفنج، والرخويات، وثلاثيات الفصوص، وعريضات الأجنحة، والجرابتوليت، وعضديات الأرجل، والزنابقيات (على سبيل المثال جميع الكيسانيات)، والأسماك، بما في ذلك جميع لوحيات الأدمة وقوقعيات الأدمة. | 410.62 ± 1.95     |
| الديفوني | المبكر    | البراجي    | - أحداث جيولوجية: تستمر "القارة الحمراء القديمة" أورأمريكا بعد تكون جبال كاليدونيا. بداية تكون الجبال الآكادية المعاكسة لجبال الأطلس في شمال أفريقيا، وجبال الأبالاش في أمريكا الشمالية، وكذلك تكون جبال أنتلير، الفارسيكية، وتوهوا في نيوزيلندا. - أحداث حيوية : بداية ظهور نباتات الحزازيات الذئبية، والسراخس، والنباتات البذرية (السرخسيات البذرية، وعاريات البذور البدائية)، ظهور أشجار (السراخس العتيقة)، ظهور الحشرات المجنحة (قديمة الأجنحة وحديثات الأجنحة). انتشر في البحار والمحيطات عضديات الأرجل مثل الأترايبد [الإنجليزية] والستروفومنيدا [الإنجليزية] والشعاب المرجانية مثل المرجانيات المجعدة والصفائحيات وزنابق البحر. ظهور رأسيات الأرجل الملتفة بالكامل (الأأمونيتات والبحارانيات، مستقلة) مع وفرة المجموعة الأولى (وخاصة الغونياتيت). تراجع أعداد ثلاثيات الفصوص وقوقعيات الأدمة، بينما تكاثرت الأسماك الفكية (لوحيات الأدمة، ولحميات الزعانف، والأسماك العظمية ذات الزعانف الفصية والشعاعية، والقرشيات الشوكية والأسماك الغضروفية البدائية). تحول بعض أسماك الزعانف الفصية إلى أسماك بأرجل وأصابع، ثم تحولت ببطء إلى برمائيات. تموت آخر الارتيوبودا الغير ثلاثية الفصوص. ظهور عشاريات الأرجل (مثل الروبيان) ومتساويات الأقدام. يؤدي الضغط الناتج عن الأسماك الفكية إلى انحدار عريضات الأجنحة وفقدان بعض رأسيات الأرجل لأصدافها بينما تختفي الأنومالوكاريدات. أدت سلسلة من الانقراضات، بما في ذلك انقراضي كيلواسر وهانجنبرج الكبيرين، إلى القضاء على العديد من الاكريتارك، والمرجان، والإسفنج، والرخويات، وثلاثيات الفصوص، وعريضات الأجنحة، والجرابتوليت، وعضديات الأرجل، والزنابقيات (على سبيل المثال جميع الكيسانيات)، والأسماك، بما في ذلك جميع لوحيات الأدمة وقوقعيات الأدمة. | 413.02 ± 1.91     |
| الديفوني | المبكر    | اللوكوفي   | - أحداث جيولوجية: تستمر "القارة الحمراء القديمة" أورأمريكا بعد تكون جبال كاليدونيا. بداية تكون الجبال الآكادية المعاكسة لجبال الأطلس في شمال أفريقيا، وجبال الأبالاش في أمريكا الشمالية، وكذلك تكون جبال أنتلير، الفارسيكية، وتوهوا في نيوزيلندا. - أحداث حيوية : بداية ظهور نباتات الحزازيات الذئبية، والسراخس، والنباتات البذرية (السرخسيات البذرية، وعاريات البذور البدائية)، ظهور أشجار (السراخس العتيقة)، ظهور الحشرات المجنحة (قديمة الأجنحة وحديثات الأجنحة). انتشر في البحار والمحيطات عضديات الأرجل مثل الأترايبد [الإنجليزية] والستروفومنيدا [الإنجليزية] والشعاب المرجانية مثل المرجانيات المجعدة والصفائحيات وزنابق البحر. ظهور رأسيات الأرجل الملتفة بالكامل (الأأمونيتات والبحارانيات، مستقلة) مع وفرة المجموعة الأولى (وخاصة الغونياتيت). تراجع أعداد ثلاثيات الفصوص وقوقعيات الأدمة، بينما تكاثرت الأسماك الفكية (لوحيات الأدمة، ولحميات الزعانف، والأسماك العظمية ذات الزعانف الفصية والشعاعية، والقرشيات الشوكية والأسماك الغضروفية البدائية). تحول بعض أسماك الزعانف الفصية إلى أسماك بأرجل وأصابع، ثم تحولت ببطء إلى برمائيات. تموت آخر الارتيوبودا الغير ثلاثية الفصوص. ظهور عشاريات الأرجل (مثل الروبيان) ومتساويات الأقدام. يؤدي الضغط الناتج عن الأسماك الفكية إلى انحدار عريضات الأجنحة وفقدان بعض رأسيات الأرجل لأصدافها بينما تختفي الأنومالوكاريدات. أدت سلسلة من الانقراضات، بما في ذلك انقراضي كيلواسر وهانجنبرج الكبيرين، إلى القضاء على العديد من الاكريتارك، والمرجان، والإسفنج، والرخويات، وثلاثيات الفصوص، وعريضات الأجنحة، والجرابتوليت، وعضديات الأرجل، والزنابقيات (على سبيل المثال جميع الكيسانيات)، والأسماك، بما في ذلك جميع لوحيات الأدمة وقوقعيات الأدمة. | 419.62 ± 1.36     |
| السيلوري | البريدولي | البريدولي  | أقدم | أقدم              |

## المناخ
كانت فترة الديفوني دافئة نوعا ما، وربما يعود السبب إلى قلة الأنهار الجليدية. لم يكن التدرج الحراري من خط الاستواء إلى القطبين كبيرًا كما هو اليوم. وكان الطقس قاحلاً جداً، وكان معظم الأجواء التي على طول خط الاستواء أكثر جفافا. وقد تم التعرف على درجة حرارة سطح البحر الاستوائية بواسطة أباتيت مخروطيات الأسنان التي تدل على أن متوسط قيمتها تقريبا 30 درجة مئوية في فترة الديفوني المبكر. وخلال فترة الديفوني انخفض مستوى ثاني أكسيد الكربون بشكل حاد حيث أدى إلى دفن الغابات المتطورة حديثا بسحب الكربون من الجو إلى رواسب؛ وقد ينعكس هذا عن طريق البرودة التي حصلت في الديفوني الأوسط حيث وصلت إلى حوالي 5 درجات مئوية. بدأت درجات الحرارة بالارتفاع خلال الديفوني المتأخر حتى أصبح مستوياتها مكافئة لدرجات الحرارة خلال الديفوني المبكر؛ على الرغم من عدم وجود زيادة مقابلة في تركيزات ثاني أكسيد الكربون، إلا أن التجوية القارية ازدادت (كما هو متوقع في درجات الحرارة الأكثر دفئا)؛ وتشير كذلك مجموعة أدلة كتوزيع النباتات، إلى ارتفاع درجات الحرارة خلال الديفوني المتأخر. وقد كان للمناخ الأثر على الكائنات الحية المهيمنة في الشعاب المرجانية؛ حيث كانت الميكروبات هي الكائنات الحية الأساسية التي تشكل الشعاب المرجانية خلال الفترات الدافئة، وفي الأوقات الباردة أخذ المرجان والستروماتوبوريات [الإنجليزية] الإسفنجية الدور المهيمن. وقد تكون زيادة الحرارة في نهاية الديفوني ساهمت في انقراض الستروماتوبوريات.

## الجغرافيا القديمة

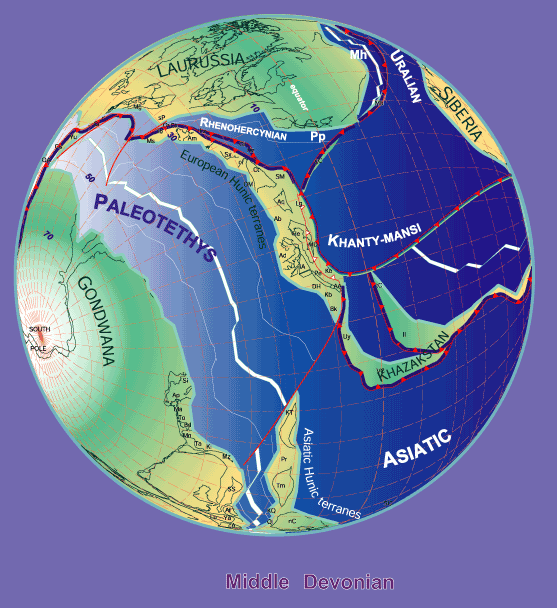
انفتاح محيط تيثس القديم خلال الديفوني

كانت فترة الديفوني وقت نشاط تكتوني كبير، كما اقتربت قارتي أورأمريكا وغندوانا لبعضهما. وكانت قارة أورأمريكا (أو لوروسيا) قد تشكلت في الديفوني المبكر بتصادم والتحام قارتي لورنشيا وبلطيقيا، التي كانت تدور في المنطقة الطبيعية الجافة بمحاذاة مدار الجدي، والتي تشكلت في حقبة الحياة القديمة كما هو الحال في الوقت الحاضر من خلال تقارب كتلتين جويتين كبيرتين، التي يطلق عليهما حجيرة هادلي وحجيرة فيريل. تشكلت طبقات الحجر الرملي الحمراء الرسوبية القديمة في الصحارى القريبة، وقد أصبحت حمراء بسبب الحديد المؤكسد (الهيماتيت) الخاصة في الظروف الجافة.
وبدأت صفائح كل من أورأمريكا وغندوانا في الالتقاء بالقرب من خط الاستواء، لبدء المراحل المبكرة من تشكل القارة بانجيا. وقد أثار هذا النشاط كذلك جبال الأبالاش الشمالية وتشكل جبال كاليدونيا في بريطانيا العظمى وإسكندنافيا.

قارة أورأمريكا خلال الديفوني

أما بالنسبة إلى الساحل الغربي من أمريكا الشمالية فقد كانت على نقيض ذلك، فإن الحواف كانت خاملة تحتوي على خلجان عميقة مليئة بالطّمي، حيث أن توجد دلتا ومصبات الأنهار التي لا زالت إلى هذا اليوم في ولاية أيداهو ونيفادا. وفي الديفوني المتأخر بدأ قوس الجزيرة البركاني بالاقتراب من المنحدر الحاد للجرف القاري وبدأ في رفع رواسب المياه العميقة، وكان الالتحام مقدمة لحلقة بناء الجبال في بداية العصر الفحمي والتي يطلق عليها تجبل أنتلير.
ظلت بقية القارات متحدة في القارة غندوانا. ويبدو أن أن هناك مقاطعة مرتبطة بالظروف الباردة يطلق عليها «مالفينوكافريك» (Malvinokaffric) موجودة في حوض بارانا في جنوب غندوانا. وقد كانت تفتقر من الشعاب المرجانية، وحيوانات حزازية، والأمونيتات وكان هناك وفرة من ذوات الصدفتين. في نهاية الديفوني، أصبح الفاصل بين قارة الأحجار الرملية الحمراء القديمة وغندوانا أصغر وهذا يوضح حقيقة أن أمريكا الشمالية وأوروبا وشمال إفريقيا تشارك بما لا يقل عن 80% من أجناس كائنات الديفوني.
كان مستوى البحر مرتفع في جميع أنحاء العالم، وتكمن مساحات واسعة من الأراضي تحت البحار الضحلة، حيث تعيش الكائنات المرجانية الاستوائية. وقد غطى المحيط الهائل العميق أبو المحيطات بقية الكوكب. وبعض المحيطات الصغيرة الأخرى كانت مثل محيط تيثس القديم، ومحيط تيثس الأولي ومحيط رييك [الإنجليزية]، ومحيط اورال [الإنجليزية] (الذي انغلق أثناء تصادم قارة سيبيريا مع بلطيق). وخلال الديفوني، تركم قوس جزيرة شيتينا لتكوين باتاغونيا.

## تطور الكائنات الحية
في هذه الفترة حدثت تطورات مهمة في الكائنات الحية الأرضية، وكان أول انتشار واسع النطاق في الحياة القارية، منذ ذلك الوقت كانت الحياة البارزة موجودة فقط في البحار. وقد ساهم انتشار النباتات الأرضية بجانب التشكل القاري وتكون الجبال إلى التبريد التدريجي للمناخ، التي سببت أزمة انقراض في نهاية العصر.
كان للتنوع الكبير في الفكيات، والأمونيتات وعريضات الأجنحة الأثر الكبير على العديد من الحيوانات المائية الغير مسلحة. مما سبب في تراجع تنوع ثلاثيات الفصوص لحقبة الحياة القديمة (80 فصيلة من الأوردوفيشي و23 فصيلة من السيلوري، والأسوأ كان في الديفوني)، لم تقدم هياكلها العظمية الخارجية المكلسة والضعيفة أي مقاومة تذكر ضد فكوك الأسماك وبالتأكيد لم يكن لثلاثيات الفصوص أي آلية للتنقل السريع. بالإضافة إلى ذلك الضغط الذي يمارسه تطور النوتويديات والأمونيتات بنجاح. وانقرضت قوقعيات الأدمة الصغيرة والضعيفة في نهاية الديفوني، فقد كانت فريسة سهلة لأنها تفتقر إلى القدرة على استكشاف الرواسب التي كانت تمتلكها على الأقل بعض أنواع ثلاثيات الفصوص.

### الكائنات البحرية

مخطط لتطور الأسماك، ورباعية الأطراف والفقارية الأخرى. هذا المخطط مبني على أساس بينتون, 2005 & ص=14.

كانت البحار في العصر الديفوني مرتفعة وتتمتع بمستوى عال من الحياة. ففي المحيطات كان هناك تنوع من الإسفنج، وظهرت السيليكا، وانتشرت الشعاب، وأصبحت أساس للمرجان، والإسفنج والطحالب القاعية. وظلت الحيوانات الحزازية تهيمن على الحياة البحرية، تنوعت وانتشرت بعض الكائنات الأخرى مثل عضديات الأرجل، والهيدرلات الغامضة، والمحاريات الدقيقة. كثرت زنابق البحر، وظهرت الشعاب الكبيرة على السطح في شمال غرب أستراليا، وامتدت آلاف الكيلومترات، وأصبحت على حدود القارات. ولكن أكبر تغيير في النظام الإيكولوجي المائي كان ظهور الحيوانات السابحة الجديدة، وكان الكثير منها مفترس. أستمر تنوع الرخويات، وظهرت أول الأمونيتات من النوتويديات خلال فترة الديفوني المبكر أو قبلها بقليل، أي حوالي 400 مليون سنة مضت. واستمرت النوتويديات رغم تنوعها القليل. حتى أن ذوات الصدفتين بدأت تغزو موائل المياه العذبة. بدأت ثلاثيات الفصوص بالنقصان، لكن لا زال يظهر منها أشكالا جديدة، ومنها بعض الأحجام الكبيرة. واستمرت مفصليات عريضات الأجنحة في كونها أهم المفترسات.
شهد هذا العصر أنتشار في الأسماك وخصوصا من لوحيات الأدمة، بالإضافة إلى الأسماك الغضروفية والعظمية، ولحميات الزعانف المشتقة من الفقاريات الأرضية، كما أنشعاعيات الزعانف أحد مجموعات الفقاريات التي تهيمن حاليا على البحار. وهذا التنوع الكبير للأسماك خلال ذلك الوقت أدى إلى منح الديفوني اسم «عصر الأسماك» في الثقافة الشعبية. أما بالنسبة إلى الأنواع المتبقية فقد كانت متنوعة جدا ومحفوظة جيدا، والكثير منها في المياه العذبة والبحيرات. وحتى هذا الوقت لا يزال هناك بقايا من أسماك شوكيات الجوف. وانخفض تنوع الأسماك المدرعة الفكية (قوقعيات الأدمة)، بينما زادت الأسماك الفكية (الفكيات) في البحار والمياه العذبة. كانت لوحيات الأدمة المدرعة منتشرة خلال المراحل الدنيا من الديفوني وانقرضت في الديفوني المتأخر، وقد يعود السبب إلى التنافس على الغذاء ضد الأنواع السمكية الأخرى.
ونشأ جنسين من سلالة لحميات الزعانف هما الإكتوستيجة الأكانتوستيجة، اللذان ارتبطا تاريخيا إلى بتحول الأسماك إلى رباعيات الأرجل. وحدث هذا التحول في فترة الانتقال من عصر الديفوني إلى الكربوني. ويعتقد البعض أن هذا التحول قد بدأ من أسماك قوية الزعانف (Eusthenopteron).

#### تنوع الأسماك

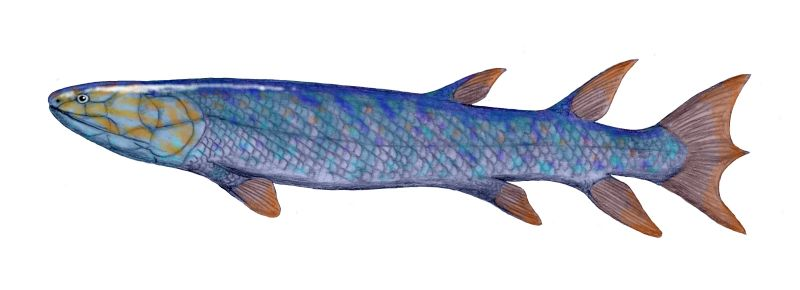
قوية الزعانف (لحميات الزعانف)
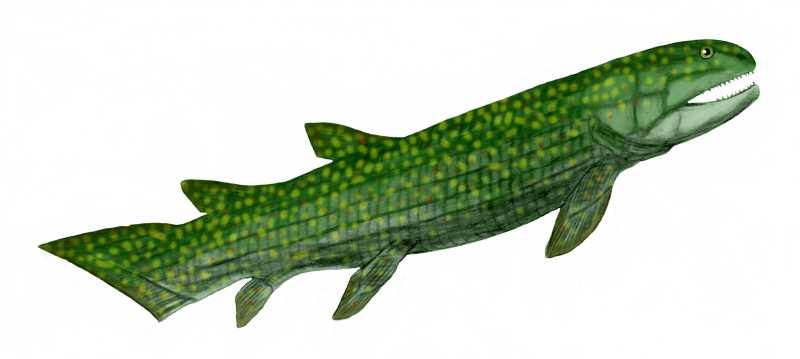
غوغوناسوس (لحميات الزعانف)
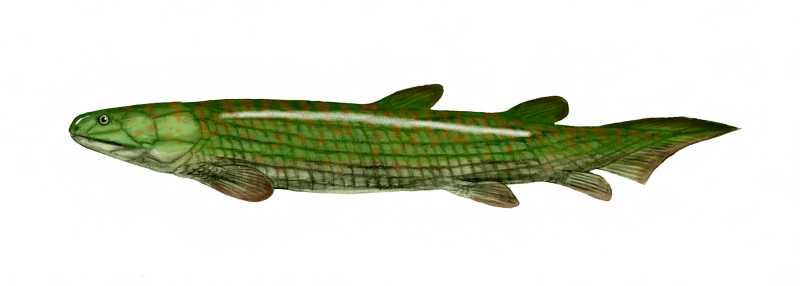
حرشفية العظم (لحميات الزعانف)
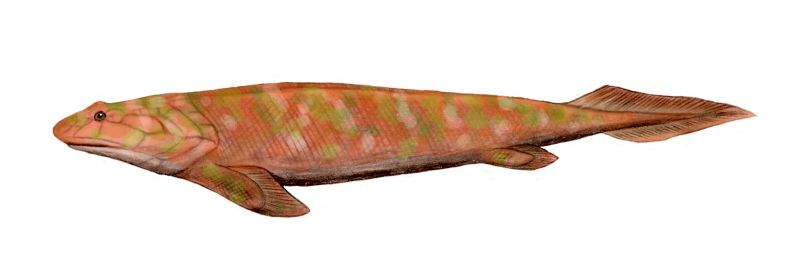
أسماك الباندر (لحميات الزعانف)

إن أحد أكثر الشكوك المنتشرة هي هل الأسماك الأولى كانت تعيش في المياه العذبة أو البحرية. فقد تم العثور على العديد من أسماك المياه العذبة في رواسب الحجر الرملي الأحمر القديم، وهي المساحة التي شكلها إغلاق محيط ايبتوس
(شرق أمريكا الشمالية وغرينلاند وأوروبا الغربية). وقد كانت أولى السجلات موجودة في البيئات البحرية رغم أن معظم أسماك العصر السلوري هي أسماك مياه عذبة. نشأت مجموعات مختلفة من الأسماك:
- قوقعيات الأدمة (Ostracodermos): لديها عيون صغيرة متقابلة كما في الفقاريات العليا، وليس لها فكوك وجسدها مغطا بدروع عظمية. أفواهها صغيرة تتكيف مع حسب استهلاك الجزيئات الصغيرة من الطعام. زعانفها محدودة الحركة ومن المفترض أن تكون غضروفية. اختفت في الديفوني العلوي. وتبين أسماك دريباناسبيس [الإنجليزية] أن لديها بطن مسطح يتكيف مع الحياة القاعية، وتطورت الزعنفة العلوية للذيل غير المتماثل بحيث يكون هذا التركيب مناسب لحركة الذيل عند الهبوط. وتجدر الإشارة إلى أسماك بتراسبيس [الإنجليزية] لديها بطن منحني وجناح سفلي ممدود بحيث يكون مناسب للصعود، وكل هذا يشير إلى أن حياة السباحة أصبحت أكثر نشاطا.
- القرشيات الشوكية (Acanthodii) (السيلوري السفلي - البرمي): لديها زعانف ممدودة تدعمها الأشواك البارزة. لديها بعض خصائص الأسماك الحديثة مثل: الزعانف المقترنة، والحراشف والفكوك. وقد سمحت لها الأخيرة بقدرة أكبر على الافتراس. وتطور الفكين بتحول زوجي القوس البلعومي إلى فك سفلي بسيط. وقد كانت هذه التطورات انتهازية، بحيث أنها تغيير تطوري يساعد على لعب وظيفة جديدة تماما. أصبحت هذه الحيوانات تتناقص في نهاية الديفوني حتى أصبحت منقرضة في العصر البرمي. وقد تركت لعلم التطور إرثا هاما. خلال العصر الديفوني، حدث إشعاع كبير للتكيف مع الأسماك ذات الفكين احتلت مستويات جديدة من السلسلة الغذائية في الموائل المائية العذبة والبحرية.

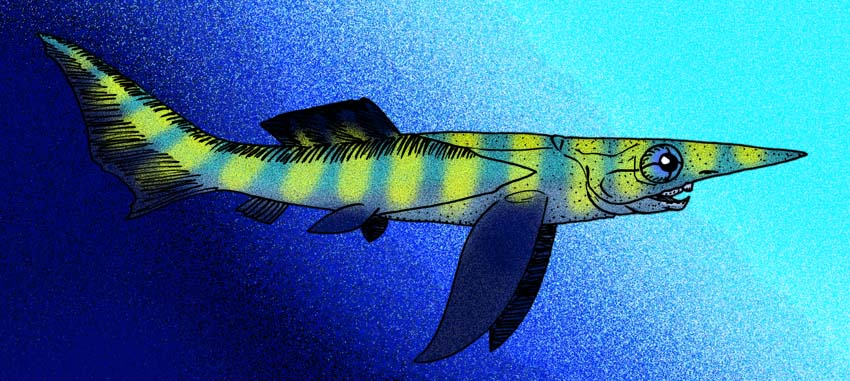
لوحيات الأدمة (Placodermi): مغطاة بعظام لوحية، وتعتبر أكبر ممثلات المجموعة (أعلى الهرم). ظهرت في المياه العذبة بين السيلوري العلوي والديفوني السفلي. وقد كانت وفيرة جدا ومتنوعة في الديفوني (في المياه العذبة وبشكل ثانوي في الوسائط البحرية).
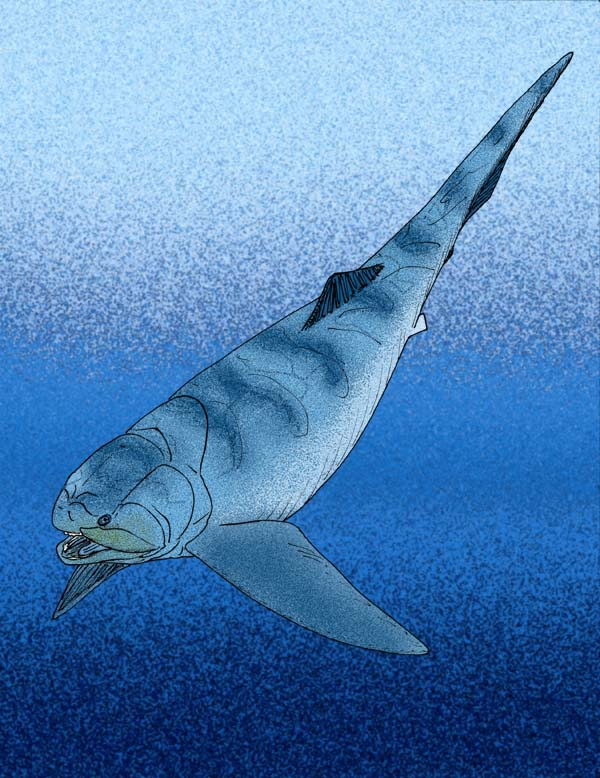
تيتانكثيس (لوحيات الأدمة)

- رولفوستوس كانينغيسيس [الإنجليزية]
(لوحيات الأدمة)
- تيتانكثيس [الإنجليزية]
(لوحيات الأدمة)

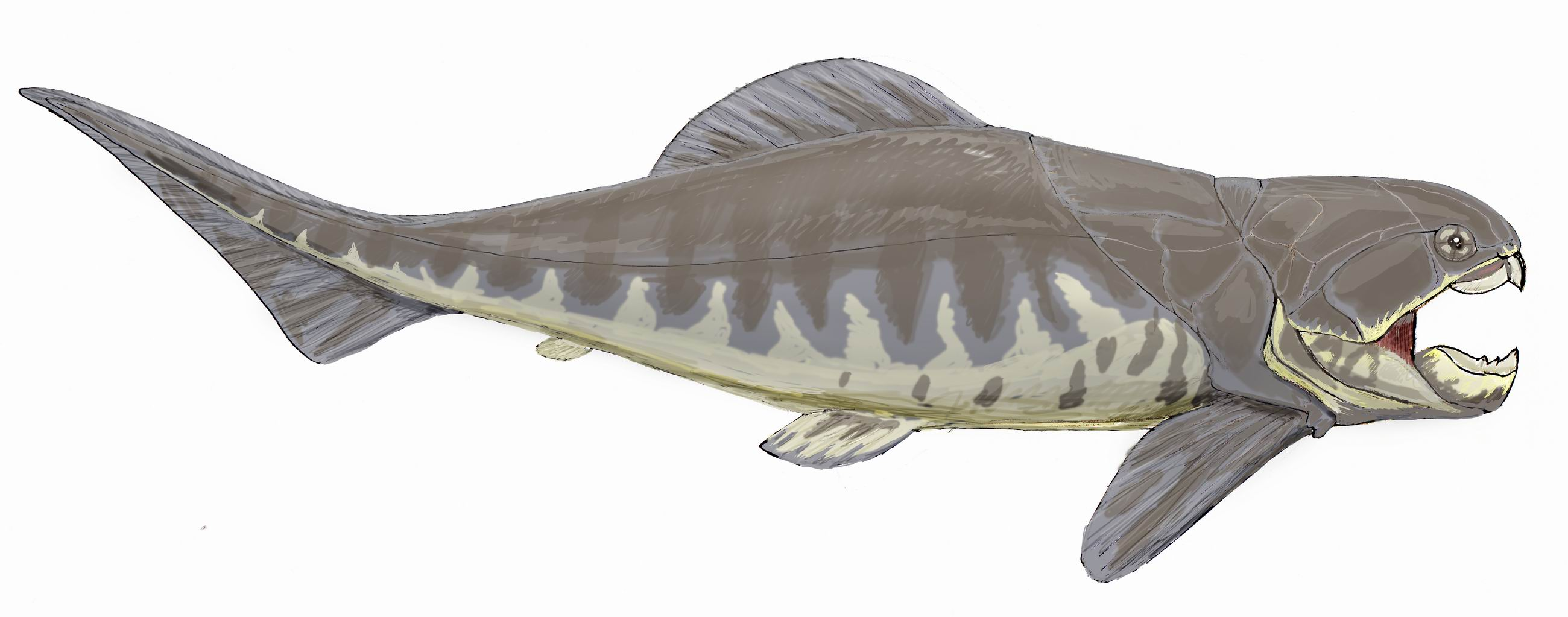
عظمية دانكل (لوحيات الأدمة)
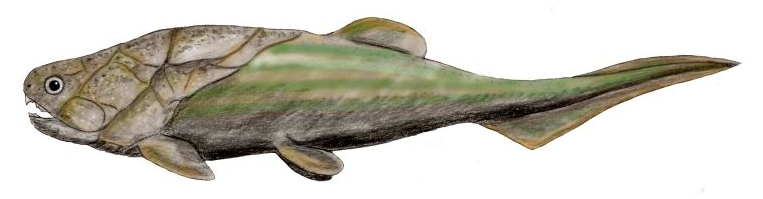
بذرية العظم [الإنجليزية] (لوحيات الأدمة)

- أسماك القرش (Selachimorpha) (السيلوري - الآن): كانت بدائية بالشكل وعدد الذي يتجاوز طولها متر واحد قليل جدا. وهي مهمة جدا في البيئات البحرية للديفوني. سجلها الأحفوري مجزأ في أعلى صخور الديفوني الأوسط.

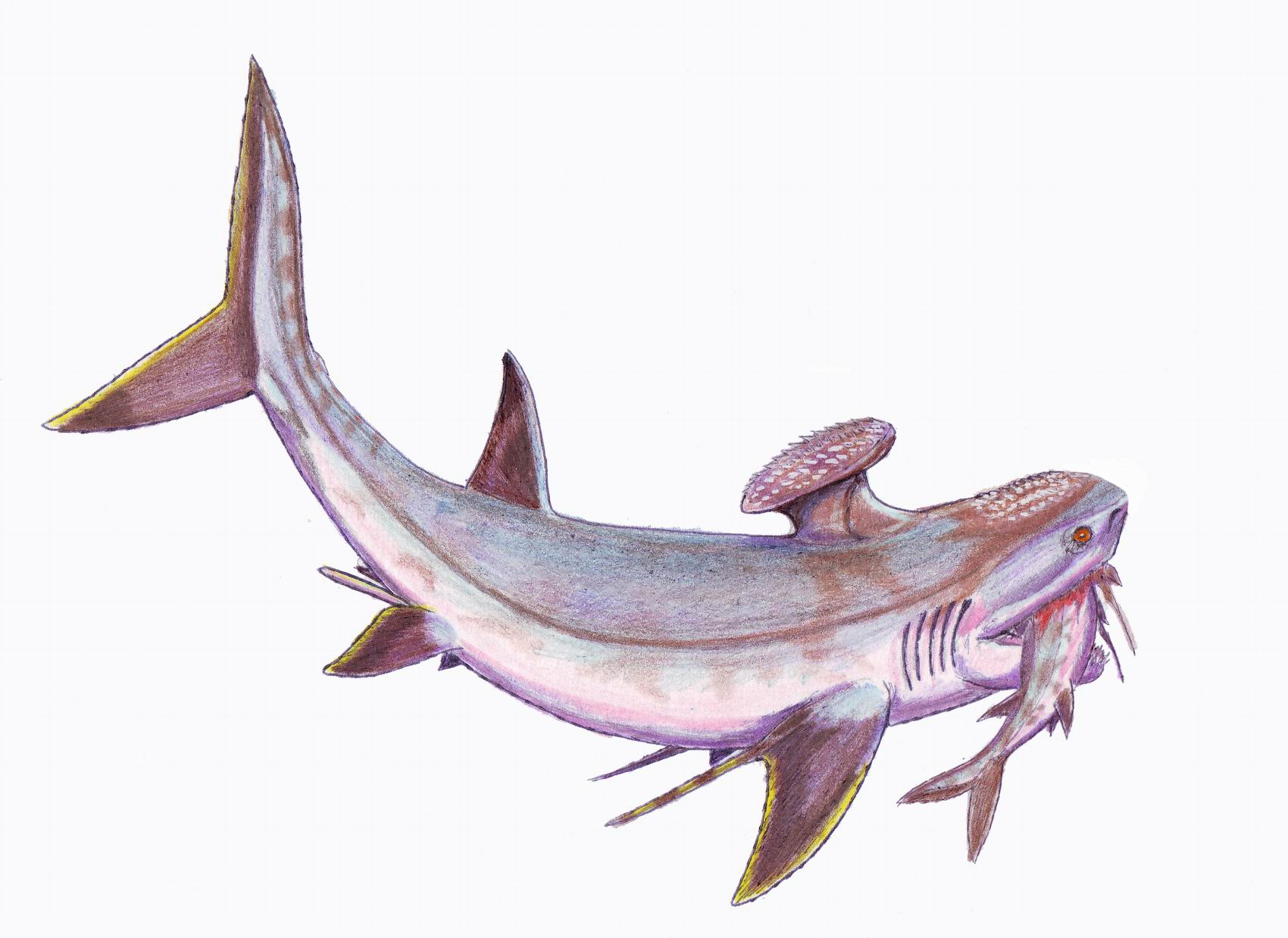
شوكية الصدر

- شعاعيات الزعانف (Actinopterygii): نجاحها خلال الديفوني كان متواضعا. تختلف الأجناس الأحفورية مثل يدوية الزعانف [الإنجليزية] عن الحالية بأن لديها ذيول غير متماثلة والحراشف غير متراكبة. وقد نجت لتهيمن على البحار في حقبتي الحياة الوسطى والحياة الحديثة وحاليا تشمل معظم أسماك المياه العذبة والمالحة.
- لحميات الزعانف (Sarcopterygii): تشمل الأسماك الرئوية وشوكيات الجوف وغيرها. وكان الديفوني أكثر فترة نجحت فيها الأسماك الرئوية. اليوم يوجد منها ثلاثة أنواع فقط على قيد الحياة (أمريكا الجنوبية وأفريقيا وأستراليا). ويعتقد بعض الخبراء أن هذا قد يكون انعكاسا من تفكك غندوانا في حقبة الحياة الوسطى. الأجناس الأسترالية من الأسماك مثل قرنية الأسنان الحديثة، أخدت الاسم من شبيهتها جنس قرنية الأسنان من العصر الثلاثي. ويرجع ذلك إلى قدرته على الاحتفاظ بالهواء في الرئتين أثناء خروجها من الماء. ومن المفترض أن لهذه الرئتين نفس الوظيفة في الديفوني. عاشت معظم الأسماك الرئوية في بيئات المياه العذبة؛ وأسماك شوكيات الجوف غزت المحيطات. وفي عام 1938 تم اكتشاف جنس واحد يعيش في المياه العميقة بالقرب من مدغشقر ضل على قيد الحياة إلى يومنا هذا. تناقصت الأسماك الرئوية الديفونية بعد أن تركت إرث عن التطور بالغ الأهمية، لأنه يعتقد أن جميع الفقاريات الأرضية ورئتيها مشتقة منها.

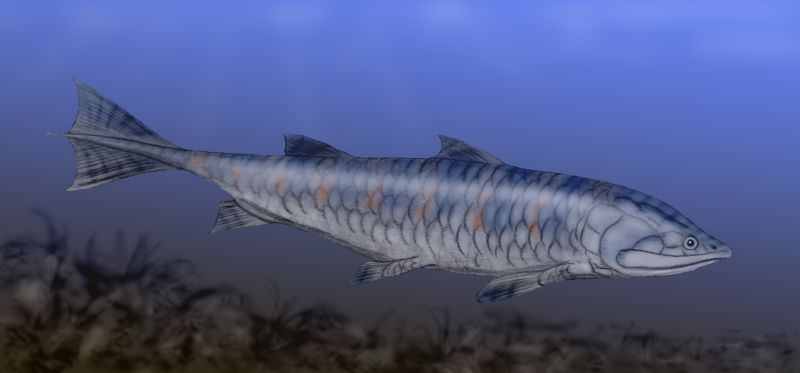
غروسيوس (لحميات الزعانف)
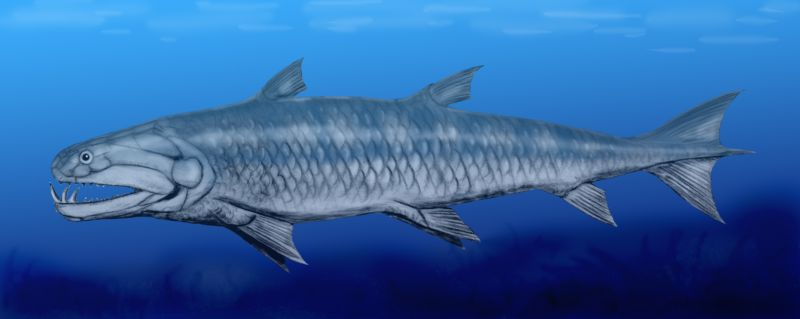
مخلبية الأسنان (لحميات الزعانف)
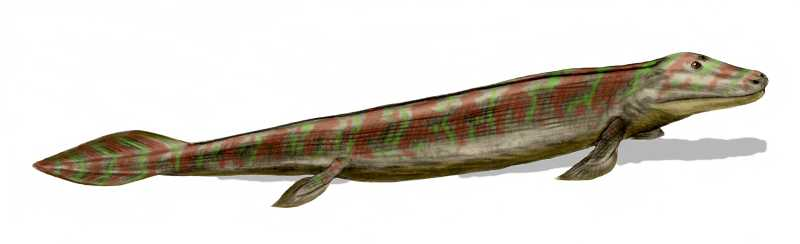
التيكتاليك (لحميات الزعانف)
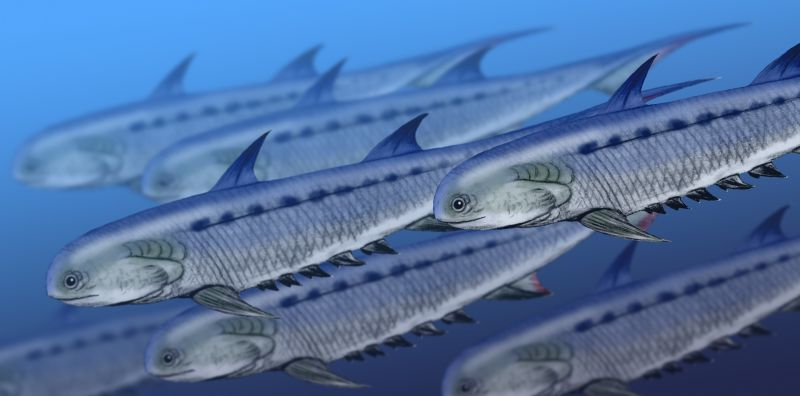
السمك الأعوج (القرشيات الشوكية)

- قوية الزعانف
(لحميات الزعانف)
- غوغوناسوس
(لحميات الزعانف)
- حرشفية العظم [الإنجليزية]
(لحميات الزعانف)
- أسماك الباندر
(لحميات الزعانف)

### الحياة البرية
من الأمور الأخرى التي تميز الديفوني هي استعمار الأرض. قد تكون مفصليات الأرجل غزت الأرض في بداية السيلوري. ومع ذلك، فإن البيانات الأولية تأتي من تكوين شيرت ريني (Rhynie Chert) للديفوني السفلى في اسكتلندا. ويحافظ هذا التكوين على مجتمع من النباتات والمفصليات التي توفر قدرا كبيرا من المعلومات حول البيئة البدائية للوسط الأرضي البدائي. تشمل تلك المفصليات التي ظهرت: العقارب وأشباهها، والقراد والحشرات المجنحة. تطورت الأنظمة التنفسية لمفصليات البحر والمياه العذبة، وأصبحت مستقلة عن بعضها البعض. لم يتبين مع بيانات السجل الأحفوري وقت قدوم القراد، والعقارب، ومئويات الأقدام، حيث أن جميعها اليوم لديها سلالات متنوعة بشكل غير عادي تعيش بين النباتات الوعائية الحديثة.

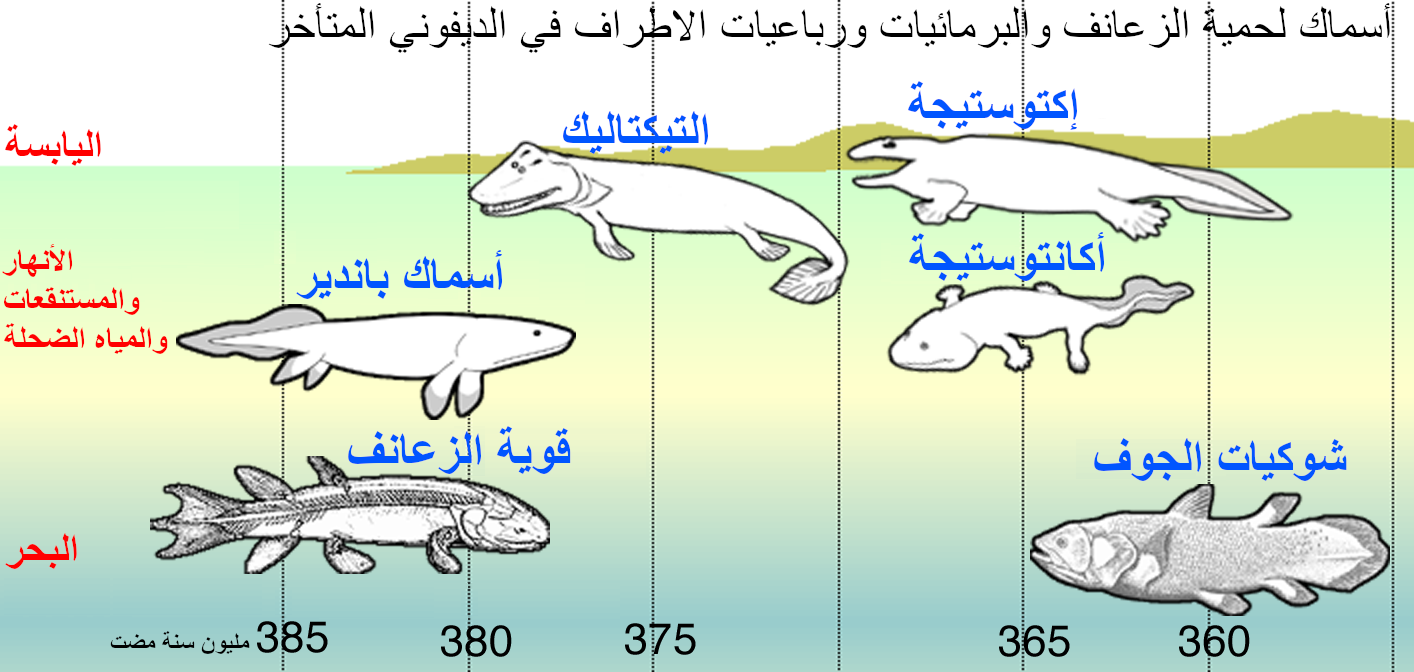
أنواع الفقاريات خلال أواخر الديفوني. أحفاد لحميات الزعانف وتشمل رباعيات الأطراف الأولى.

#### البرمائيات الأولى
قبل ظهور الفقاريات، كانت الأراضي البدائية لا يسكنها الا المفصليات. ويدور جدل حول الوقت الذي غامرت فيه الفقاريات بالخروج من الماء، والأسباب التي دفعها للقيام بذلك. ولكن، لا شك أن البرمائيات (قادر على تنفس الهواء، لكنها تعتمد على الماء للتكاثر) كانت قد ظهرت في نهاية الديفوني. وتشير بعض آثار البرمائيات إلى أن ظهورها كان مبكرا جدا. في عام 1977، ظهر في ارضية فناء أحد المنازل في أستراليا قطعة بها تقربا ثلاثة وثلاثون اثر، يحتمل انها تعود إلى العصر السيلوري-الديفوني. في الديفوني العلوي تم اكتشاف هياكل عظمية للإكتوستيجة، وأكانتوستيجة (جرينلاند)، وزواحف تولير [الإنجليزية] (روسيا)
و الفكيات الوسطية [الإنجليزية](أستراليا).

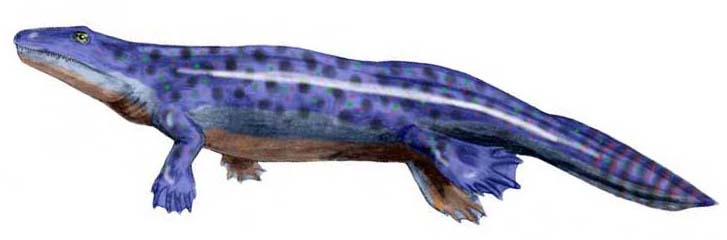
إكتوستيجة (Ichthyostega)
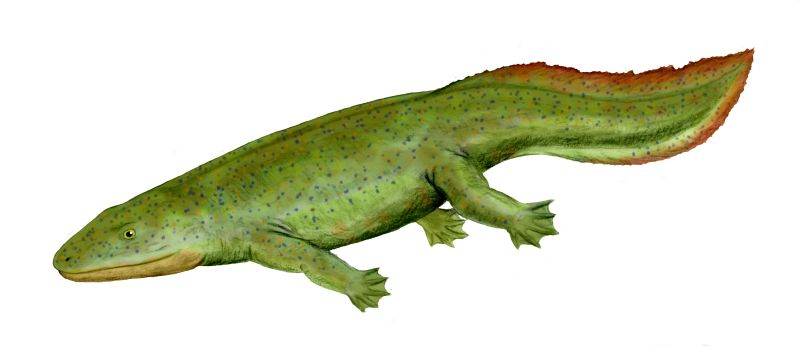
زواحف هاينر [الإنجليزية] (Hynerpeton)
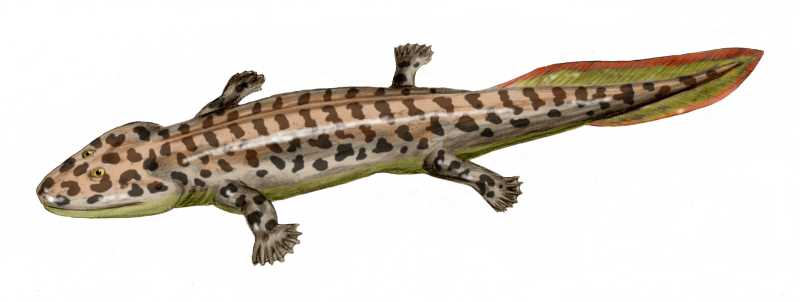
أكانتوستيجة (Acanthostega)
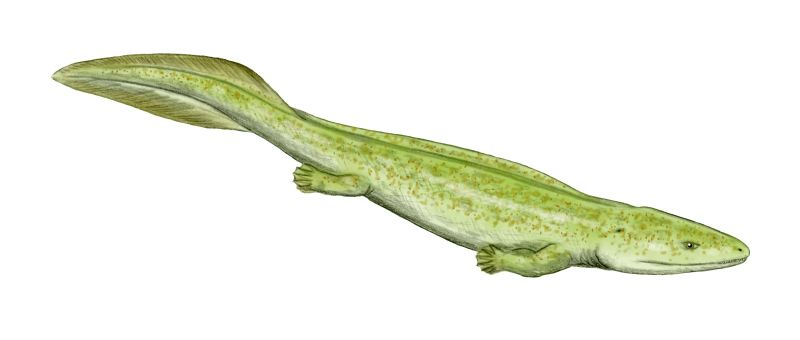
زواحف إلغين [الإنجليزية] (Elginerpeton)

#### أسباب النزوح
تقول النظرية الكلاسيكية التي ألفها عالم الأحياء والأحياء القديمة الفريد رومر في عام 1950، أن الأسماك انتقلت للبر هربا من الجفاف التدريجي للمياه. ولكن مع ذلك، فإنه من الممكن أن تدفن الأسماك في الوحل خلال موسم الجفاف مع فصل أنظمتها، كما تفعله الأسماك الرئوية الحديثة. وقد تم انتقاد هذه النظرية بسبب محدودية اختبارات الجفاف ولأنها لم تفسر سوى جزء صغير من التكيف مع البيئة الأرضية، ناهيك عن التعقيد الكامل لأطراف البرمائيات.
وأبسط فرضية هي أن الأسماك الرئوية انتقلت إلى الأرض لاستغلال الموارد جديدة: ليس فقط الغذاء، في شكل نباتات وحيوانات صغيرة لم تستغل من كائنات أخرى، بل أيضا الأكسجين، المتوفر في الهواء أكثر من الماء، وبالرغم من ذلك فقد اضطرت لتعلم ذلك دون استيعابها للمخاطرة.

#### مشاكل الحياة الأرضية
أظهرت الموائل الجديدة مشاكل، وكان يجب حلها:
- آلية التنفس الخاصة: يعتبر التنفس أقل المشاكل لدى لحميات الزعانف الديفونية لتحافظ على تطورها إلى البرمائيات.
- الجاذبية الأرضية: تتشارك بهذه المشكلة مع النباتات الخضراء. فقد كان الثبات والحركة من المشاكل الرئيسية. ففي الماء، يكون وزن الجسم خفيفا، والحيوان لا يحتاج إلى تعديلات ليحافظ على شكله، وتمكنه من الحركة، فالوزن مدعوم وأعضاءها محفوظة في مكانها. يتكيف العمود الفقري لدى الأسماك عند السباحة وخاصة في الانحناءات الجانبية. بالنسبة إلى البرمائيات فإن الضغط إلى أسفل وتحتاج العضلات للحفاظ على الظهر، ورفع الرأس، ومنطقة البطن (لمنع تمزقها بسبب ثقل الأعضاء الداخلية).

يعد التأرجح الجانبي للسمندر أو السحالي من بقايا أسلافها الأسماك الرئوية. تشبه زعانف الأسماك الرئوية بشكل كبير أطراف البرمائيات الأولى. تتحرك الأسماك الرئوية بالزحف عبر القيعان الموحلة، محاكية حركة التجديف لأنها لا تملك مفاصل في الكتف والكوع. تحولت عظام الحوض للبرمائيات البدائية ونمت صدورها وأصبحت أقوى. أنفصل الخصر الصدري عن الجمجمة وارتبط بالأضلاع. ثم فقدت الجمجمة الحركة التي تميزت به الأسماك العظمية، مع تقوية عظام الجمجمة لتجنب كسر الرأس تحت تأثير الجاذبية أو بسبب التصادم العفوي عند التجول على اليابسة.
- آلية تقليل فقد الماء: يسبب هواء الأرض الجاف بتجفاف أنسجة الأسماك الهشة، بسبب تطاير الماء الذي ينتجه الجسم إلى البيئة. حتى أن جلود الزواحف بدأت بالتقرن، ولم تحل تلك المشكلة بعد.
- آلية التكاثر الجديدة: كالبرمائيات الحديثة، فرباعيات الأرجل الأولى تضع بيوضها في الماء، حيث تنشأت الشراغف وتتحول فيما بعد إلى أشكال أرضية بالغة. تم العثور على أحافير كاملة لشّراغف صغيرة، لديها خياشيم تستخدمها للتنفس تحت الماء.وتطورت قشور البيض لتكون مناسبة عند وضعا على الأرض.

### الحياة النباتية

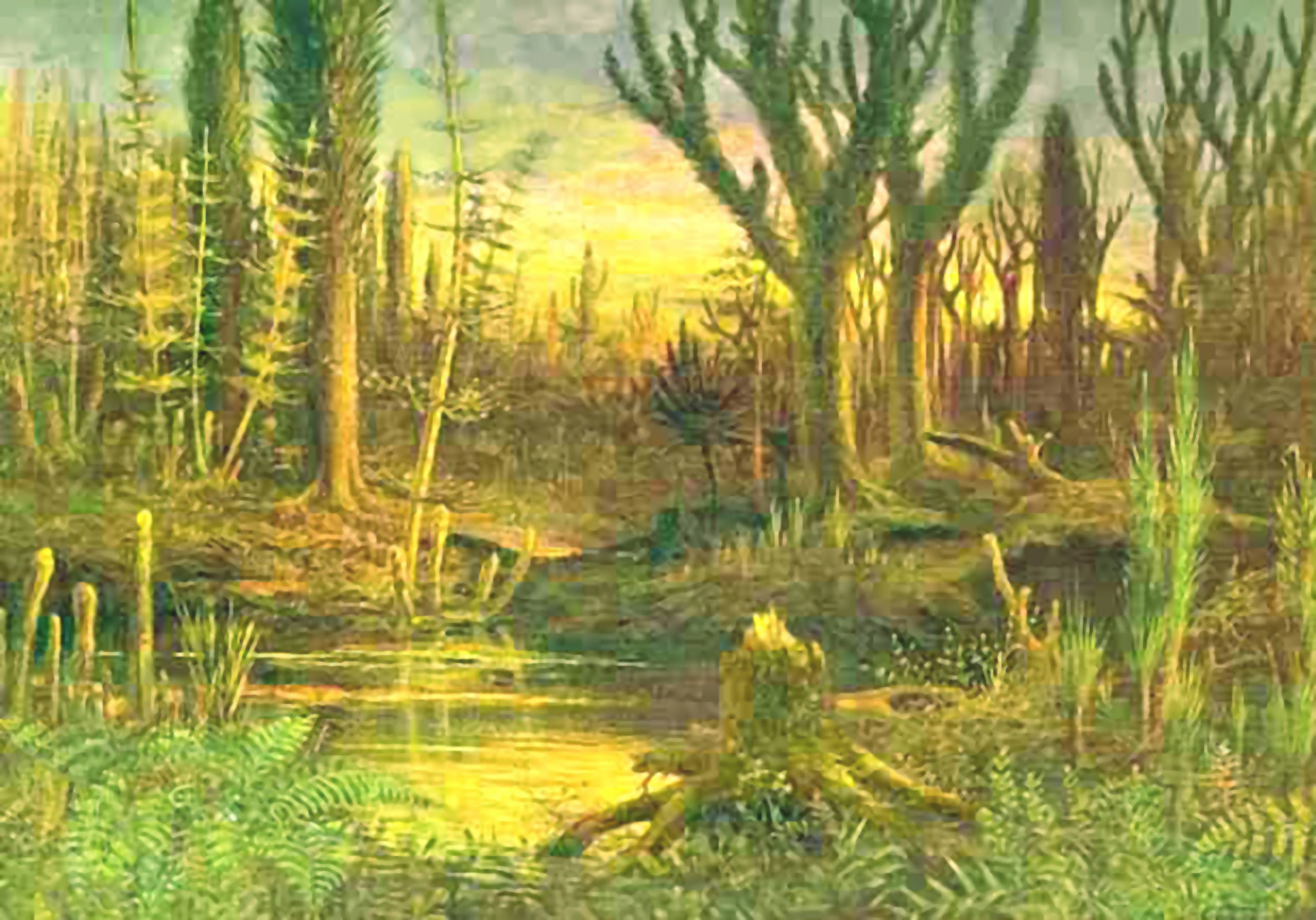
يمثل العصر الديفوني بداية استعمار النباتات الشامل للأراضي. مع وجود الأراضي الكبيرة وتأخر ظهور الحيوانات العاشبة نمت الغابات الكبيرة وشكلت المظهر العام للأرض.

لم يكن لدى معظم نباتات الديفوني المبكرة أي جذور أو أوراق حقيقية كما هي النباتات الموجودة حاليا بالرغم من أنه ملاحظة الأنسجة الوعائية في العديد من تلك النباتات. ومن المحتمل أن بعض النباتات الأرضية البدائية مثل النبات المنجلي [الإنجليزية] قد انتشرت عن طريق النمو الخضري والأبواغ.
ظهرت النباتات الوعائية في الديفوني، وتنوعت وانتشرت (وظهرت الثغور والقصيبات)، وأصبحت تهيمن على الغطاء النباتي الأرضي. ويمكن القول أن العصر الديفوني يتميز بالنباتات الأرضية كما كان الكامبري يتميز بالمتازوا (الحيوانات). بدأ الديفوني بنباتات وعائية صغيرة بدائية مثل الكوكسونيا التي لا تزال مرتبطة بالبيئات المغمورة بالمياه، فهي بلا أوراق ومحاورها ثنائية التفرع وأطرافها بوغية، وتعتبر قصرة القامة (بضعة سنتيمترات). وإلى حد حد ما كان أكبر كائن أرضي خلال هذا العصر هو فطر البروتوتاكسيت [الإنجليزية] الغامض، الذي ربما كان جسمه مثمر للفطريات الهائلة، وحصير الحشائش الكبدية المبرومة، أو أي كائن آخر له صلة غير مؤكدة، ويبلغ طولها أكثر من 8 أمتار تقريبا، وتشبه سجاد الغطاء النباتي.
وهناك نوع آخر من النباتات الوعائية البدائية وهي الرينيا، بالرغم من أنها نباتات سيلوتية ألا أنها أكبر وأكثر تعقيدا. وقد سميت بذلك لأن أول أحفورة لها عثر وجدت في ريني (اسكتلندا). لديه العديد من الأكياس البوغية البسيط التي تجعل نهاية سيقانها الأفقية وكأنها سميكة. ومن الواضح أن جذمورها كانت مرتبطة بالفطريات. وهناك فرضية حول تطور النباتات تؤكد أن طابعها الأرضي قد يكون بسبب ارتباطها بالفطريات.

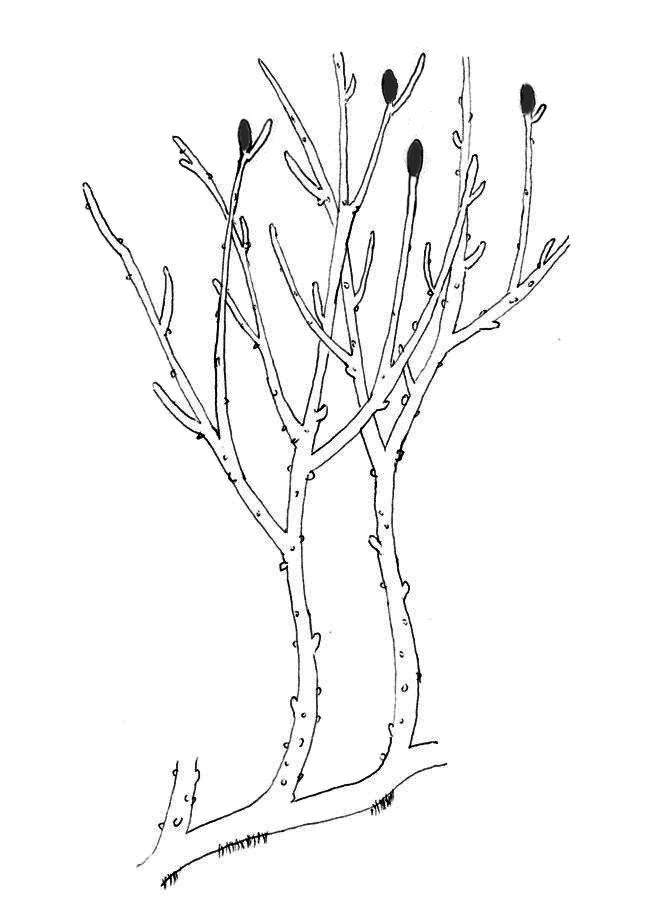
رسم تخيلي لنبات الرينيا.

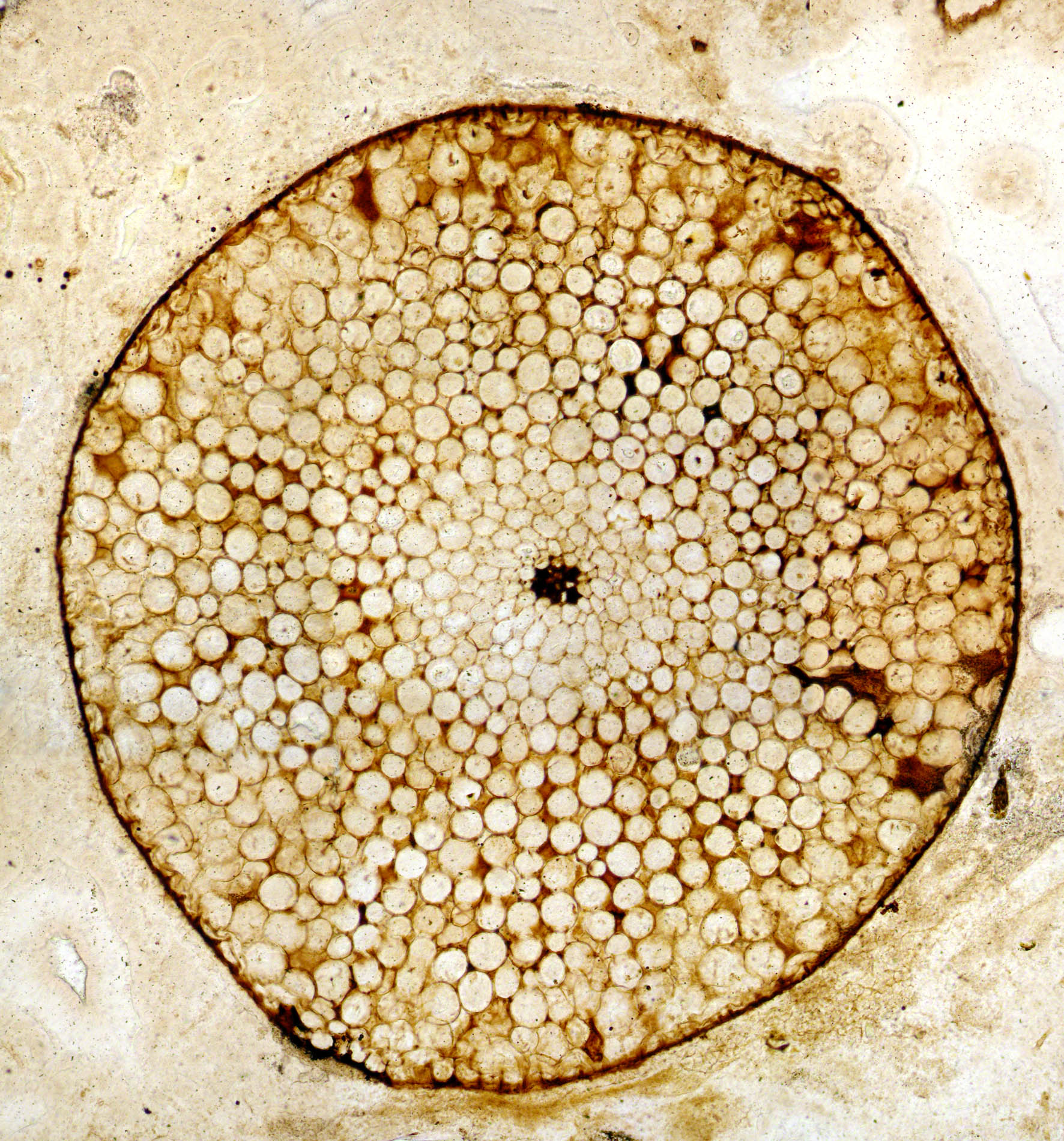
مقطع من أحفورة لساق نبات الرينيا.

في نهاية العصر انتشرت في القارات أشكال شجرية مثل النباتات الذئبية، ونباتات ثلاثية [الإنجليزية]، والسراخس الكنباثية، واللازهريات الوعائية وعاريات البذور البدائية. ومعظم هذه النباتات لها جذور وأوراق حقيقية، والكثير منها طويلة جدا. في الديفوني الأعلى، نمت أسلاف السراخس مثل السراخس العتيقة والنباتات الخشبية الفروع العملاقة بخشب حقيقي (الليغنين). فمثلا، نجد ارتفاع النباتات الذئبية والسراخس العتيقة يصل إلى نحو 20 أو 30 مترا، وهذه تشكل أولى الغابات البدائي. أول الأشجار المعروفة، من جنس الوتيازة (طائفة نباتات خشبية الفروع)، وقد ظهرت في الديفوني الأعلى منذ حوالي 380 مليون سنة. تشكل البقايا الأحفورية لجذوع وأوراق السراخس الشجرية جزءا من رواسب الفحم في حقبة الحياة القديمة إن هذا الظهور السريع لمجموعات النباتات وأشكال نموها أطلق عليه مصطلح «الانفجار الديفوني».

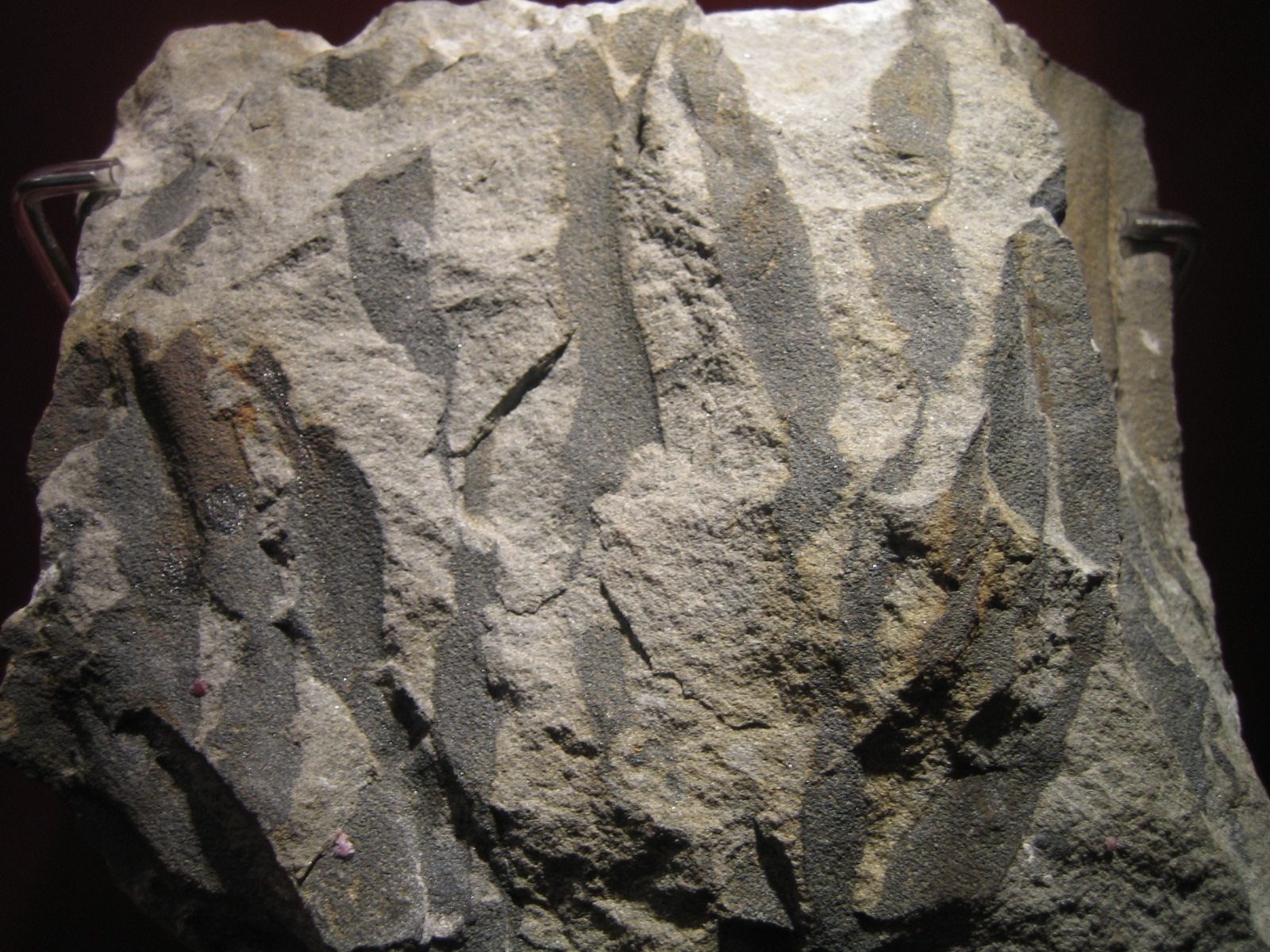
أحفورة لأول شجرة يطلق عليها اسم "وتيازة" (Eospermatopteris).

وكان «اخضرار» القارات بمثابة مصرف لثاني أكسيد الكربون وقد تنخفض مستويات الغازات الدفيئة في الغلاف الجوي. وقد يكون هذا سبب في برودة المناخ الذي أدى إلى انقراض هائل في نهاية العصر.

### الحيوانات والتربة الأولى
سمحت النباتات الوعائية بتكوين سلسلة غذائية معقدة خارج البيئة المائية ونجاح أول حيوانات أرضية بالكامل. ومن بينها المفصليات الأولى، مثل كلابيات القرون، والعناكب، والقراديات، وعريضات الأجنحة والعقارب. ويبين الاعتماد المشترك بين الحشرات والنباتية البذرية التي تميز العالم الحديث أن أصله يعود إلى الديفوني الأعلى. ساعد تطور التربة والأنظمة الجذرية للنباتات في تغييرات سريعة لنمط التعرية والترسيب. وقد فتح التطور السريع للنظام البيئي الأرضي الذي يشمل على العديد من الحيوانات الطريق أمام الفقاريات البدائية للبحث عن العيش على اليابسة. في نهاية الديفوني ظهرت البرمائيات البدائية، وهي لا زالت تشريحيا قريبة جدا من الأسماك التي تفرعت منها، وإن لم تكن سلويات، أي الزواحف.

## انقراض الديفوني

تميز الديفوني المتأخر بثلاث حلقات من الانقراضات ("Late D")

حدث انقراض كبير في بداية المرحلة الأخيرة من العصر الديفوني، (حدود الفراسني - الفاميني)، حوالي 372.15 مليون سنة مضت، وقد كان تأثيره على البحار أكثر من القارات. حيث أن معظم الأسماك اللافكية اختفت فجأة. النبضة القوية الثانية اختتمت العصر الديفوني. وكان الانقراض الديفوني المتأخر واحداً من أهم خمسة انقراضات في تاريخ الكائنات الحية الأرضية، وكان أكثر حدة من حدث الانقراض المألوف الذي اختتم بالعصر الطباشيري.
أثرت أزمة انقراض الديفوني في بشكل رئيسي على المجتمع البحري، وتأثر بشكل انتقائي كائنات المياه الضحلة الدافئة بدلا من كائنات المياه الباردة. وأهم مجموعة تأثرت بحدث الانقراض هذا كانت بناة الشعاب لأنظمة الشعاب المرجانية العظيمة. (مكونة من المرجان الصفائحي والمجعد والستروماتوبوريدات)، التي كانت مهيمنة في هذه الفترة، وبدأت تفقد هيمنتها حتى حلول العصر الثلاثي.
ومن بين المجموعات البحرية المتضررة بشدة الإكريتارك، ومخروطيات الأسنان والأسماك اللافكية، وجميع لوحيات الأدمة. بالإضافة إلى ذلك، انقرض تقريبا 85% من أجناس عضديات الأرجل والأمونيتات، إلى جانب العديد من أنواع بطنيات القدم وثلاثيات الفصوص. ولم تتأثر النباتات البرية بحدث انقراض الديفوني المتأخر وكذلك الأنواع التي تعيش في المياه العذبة، كأسلاف رباعيات الأطراف الحالية (هناك جدل مضاد يقول أن انقراضات الديفوني كادت أن تقضي على رباعيات الأطراف).
لا تزال أسباب انقراضات الديفوني المتأخر مبهمة، وكل التفسيرات تضل افتراضية.[بحاجة لمصدر] في عام 1969 اقترح عالم الحفريات الكندي ديجبي مكلارين أن أحداث الانقراض الديفوني سببها اصطدام كويكب. ولكن إذا كان هناك حدث لاصطدام ديفوني متأخر، فالأدلة الداعمة قليلة لوجود فوهة ديفونية كبيرة بما يكفي. ولكن وجود النباتات القديمة في المناطق الاستوائية في وقتنا الحاضر
(كما هو الحال لأشجار السراخس) يشير إلى أن الاستقرار المناخي خلال الزمن الجيولوجي أفضل مما يعتقد الكثيرون.